# Sistema educativo de Islandia

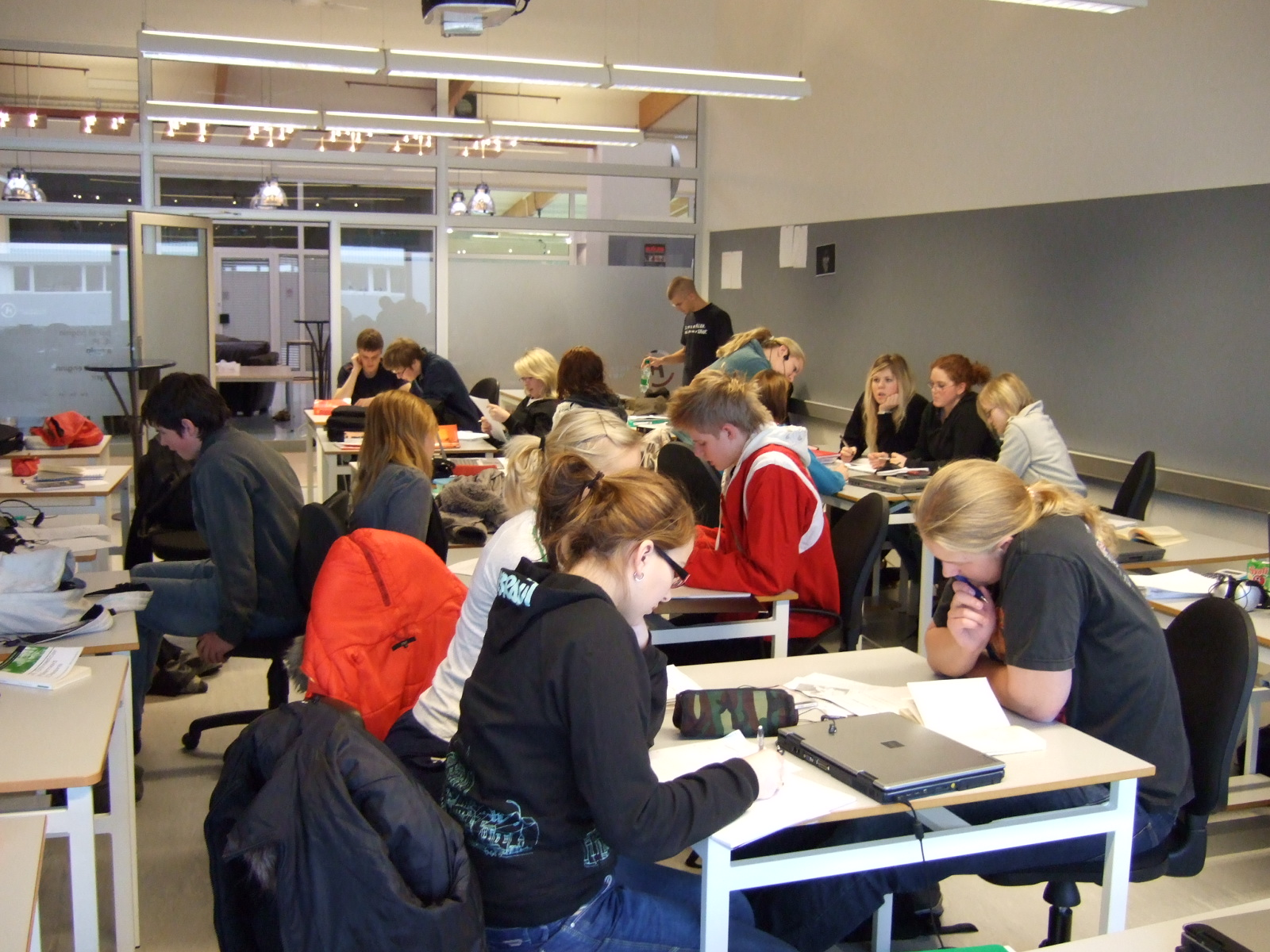
Una clase en el gimnasio (un tipo de escuela de educación secundaria) de Hraðbraut

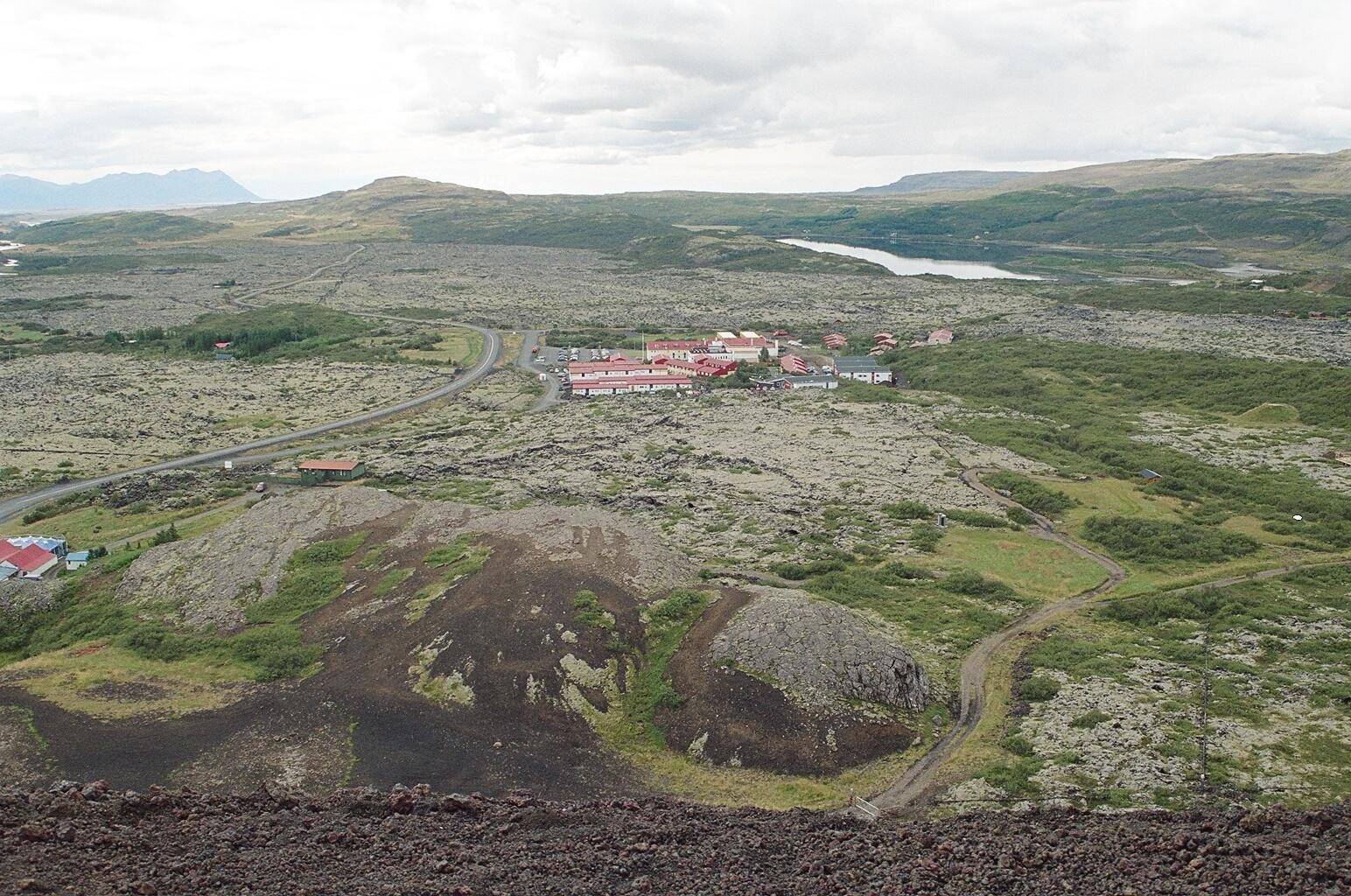
Campus de Bifröst, una extensión de la Universidad de Islandia, visto desde el cráter Grábrók; otoño de 2004

El sistema de educación en Islandia es uno de los más respetados del mundo, gracias a su cobertura y alto nivel de formación. Casi el 100% de la población está alfabetizada.
La formación educacional ha sido generalizada desde fines del siglo XVIII. En 1907 la asistencia a clase se hizo obligatoria para todos los niños de los 10 a los 14 años; antes de los 10 eran instruidos en sus hogares. En 1946 la educación obligatoria se extendió de 6 hasta los 15 años. En 1993 existían 205 escuelas de ciclo completo además de 36 colegios secundarios y 12 establecimientos para educación terciaria.
Aquellos que deseen continuar su educación pueden asistir también a colegio especializados o escuelas de lenguas.

La educación académica propiamente dicha comenzó en 1847 con la formación del Seminario Teológico, seguido en 1876 por la Facultad de Medicina y en 1908 por la Facultad de Derecho.
Estas tres instituciones se fusionaron en 1911 cuando la Universidad de Islandia se estableció en el Centenario del nacimiento de Jón Sigurðsson, y una cuarta facultad, la de Filosofía se agregó, fundamentalmente relacionada con filología, historia y literatura.
A la facultad de Medicina se agregaron los departamentos de cirugía dental y farmacia en 1941 y 1957 respectivamente. Economía, con énfasis en administración de empresas, fue agregada a la Facultad de Leyes en 1941, pero es ahora una facultad independiente. En el mismo año fue inaugurada la Facultad de Ingeniería y Ciencias la cual ahora confiere el grado B.S (Bachiller en Ciencias) en ingeniería, matemáticas y ciencias naturales.
Dentro de la Facultad de Filosofía es posible obtener el grado B.A (Bachiller Artístico) en materias tales como inglés, francés, alemán, latín, griego, todas las lenguas nórdicas, física, matemáticas, química, etc.
Toda la educación en Islandia es gratuita. Varios centros de investigación e instituciones experimentales trabajan en cooperación con la Universidad.
La Biblioteca Universitaria es la segunda en importancia del país, después de la Biblioteca Nacional.
En 1967 fue fundado el Instituto del Manuscrito después de un acuerdo alcanzado entre las autoridades danesa e islandesas asegurando el retorno de un gran número de preciosos manuscritos islandeses, preservados en Copenhague desde el siglo XVIII y comienzos del XVIII. La colección incluye la mayoría de los manuscritos existentes de la antigua literatura islandesa.